# Прохорівська сільська рада (Канівський район)
Прохорі́вська сільська́ ра́да — адміністративно-територіальна одиниця та орган місцевого самоврядування в Канівському районі Черкаської області. Адміністративний центр — село Прохорівка.

## Населені пункти
Сільській раді підпорядковані населені пункти:
- с. Прохорівка
- с. Сушки

## Загальні відомості
На півночі рада межує із Келебердянською сільською радою, на сході має кордон із Золотоніським районом, а саме Бубнівсько-Слобдіською та Гладківщинською сільськими радами, на заході та південному заході має вихід до Дніпра.
Населення сільради — 1 100 осіб (2009).
Майже вся територія сільради, окрім північно-східної частини, вкрита лісовими масивами, які зростають в заплаві Дніпра на болотах та піщаних пагорбах. Лісами вкритий і острів Шелестів. Через територію ради протікає річка Горіхівка, яка майже на всьому своєму протязі каналізована. До неї, на півдні ради, впадає озеро Верви. Ще південніше знаходиться озеро Полтавське. На Дніпрі знаходиться великий річковий острів Шелестів, який відноситься до складу Канівського природного заповідника. Серед заповідних місць в межах сільради знаходиться урочище Михайлова Гора на північній околиці Прохорівки, де похований Михайло Максимович. На півдні знаходяться також урочища Попів Кут, Склярове та Лучки, на сході — Дворець. Прохорівка відома своїм природним багатством, тут, на березі Дніпра, знаходяться декілька санаторіїв та будинків відпочинку.
По території сільради, через села Сушки та Прохорівка, проходить асфальтована дорога Т 2404, до якої долучається С240704 з переважно грунтовим покриттям, що веде до колишньої пристані на Дніпрі. На півночі сільради проходить практично недіюча тупикова залізнична гілка Золотоноша I — Ляплава, на якій існує також недіюча та занедбана залізнична платформа Прохорівка.

## Склад ради
Рада складається з 16 депутатів та голови.
- Голова ради: Дошка Віталій Григорович
- Секретар ради: Свириденко Оксана Володимирівна

### Керівний склад попередніх скликань
| Прізвище, ім'я, по батькові | Основні відомості                                                         | Дата обрання | Дата звільнення |
| --------------------------- | ------------------------------------------------------------------------- | ------------ | --------------- |
| Дошка Віталій Григорович    | Сільський голова, 1969 року народження, член Української Народної Партії  | 26.03.2006   | 31.10.2010      |
| Дошка Віталій Григорович    | Сільський голова, 1968 року народження, освіта вища, член Партії регіонів | 31.10.2010   |                 |

Примітка: таблиця складена за даними сайту Верховної Ради України

### Депутати
За результатами місцевих виборів 2010 року депутатами ради стали:

#### За суб'єктами висування
| Суб'єкт висування      | Кількість обраних депутатів | %    |
| ---------------------- | --------------------------- | ---- |
| Самовисування          | 15                          | 93,8 |
| Партія Зелених України | 1                           | 6,3  |

#### За округами
| № округу               | Прізвище, ім'я, по батькові      | Дата визнання обраним | Освіта             | Партійна приналежність                | Відомості про обраного депутата                                            |
| ---------------------- | -------------------------------- | --------------------- | ------------------ | ------------------------------------- | -------------------------------------------------------------------------- |
| Партія Зелених України |                                  |                       |                    |                                       |                                                                            |
| 3                      | Єрмохіна Валентина Іванівна      | 03.11.2010            | середня            | член Партії Зелених України           | тимчасово не працює                                                        |
| Самовисування          |                                  |                       |                    |                                       |                                                                            |
| 1                      | Мозговий Олександр Борисович     | 03.11.2010            | вища               | член Партії регіонів                  | Прохорівське лісництво, лісничий                                           |
| 2                      | Хміль Софія Юхимівна             | 03.11.2010            | середня            | член Партії регіонів                  | пенсіонер                                                                  |
| 4                      | Свириденко Оксаана Володимирівна | 03.11.2010            | середня            | член Політичної партії «Наша Україна» | тимчасово не працює                                                        |
| 5                      | Розе Ольга Анатоліївна           | 03.11.2010            | середня спеціальна | член Партії регіонів                  | Прохорівська амбулаторія загальної практики — сімейної медицини, медсестра |
| 6                      | Негрей Микола Олександрович      | 03.11.2010            | середня            | позапартійний                         | тимчасово не працює                                                        |
| 7                      | Бакумець Микола Михайлович       | 03.11.2010            | вища               | позапартійний                         | БВ «Комсомольська»                                                         |
| 8                      | Валовий Микола Леонідович        | 03.11.2010            | середня спеціальна | член Партії регіонів                  | Прохорівське лісництво, лісник                                             |
| 9                      | Нефедов Віктор Анатолійович      | 03.11.2010            | середня спеціальна | член Партії регіонів                  | Сушківський БК, директор                                                   |
| 10                     | Очеретня Валентина Василівна     | 03.11.2010            | вища               | член Партії регіонів                  | Прохорівська амбулаторія загальної практики — сімейної медицини, бухгалтер |
| 11                     | Виноградова Тетяна Михайлівна    | 03.11.2010            | середня            | член Партії регіонів                  | Сушківська бібліотека, зав. бібліотекою                                    |
| 12                     | Корольова Наталія Павлівна       | 03.11.2010            | середня            | член Партії регіонів                  | Прохорівська сільська рада, землевпорядник                                 |
| 13                     | Коба Світлана Михайлівна         | 03.11.2010            | вища               | член Партії регіонів                  | Прохорівська сільська рада, секретар                                       |
| 14                     | Якименко Анатолій Олександрович  | 03.11.2010            | вища               | член Партії регіонів                  | Сушківський НВК, директор                                                  |
| 15                     | Самойленко Майя Петрівна         | 03.11.2010            | вища               | член Партії регіонів                  | Сушківський НВК, вчитель                                                   |
| 16                     | Тертиця Петро Михайлович         | 03.11.2010            | середня            | член Партії регіонів                  | приватний підприємець                                                      |